# Dżimma
Dżimma – miasto w południowo-zachodniej Etiopii (stan Oromia), na wyżynie Keffa, na wysokości 1750 metrów. Około 155,4 tys. mieszkańców; ośrodek handlu kawą; przemysł drzewny (obróbka czarnego hebanu), spożywczy; tkactwo, wyroby z metali; uniwersytet, lotnisko.